# Fontaine Attiret
La fontaine Attiret, ou fontaine d'Arans, ou fontaine de la porte d'Arans, est une fontaine publique située rue des Arènes, à Dole, dans le département français du Jura.

## Historique
Le pavillon des officiers du château de Dole (actuel musée des Beaux-Arts de Dole) est construit par Antoine-Louis Attiret de 1763 à 1768. Élevée à proximité du pavillon, la fontaine de la porte d'Arans est sculptée en 1779 par Claude-François Attiret, cousin du précédent, dans le style de la villa Franca de Brunelleschi à Rome. La fontaine servait à la fois d'abreuvoir pour les chevaux de la cavalerie et de fontaine pour les riverains. Elle est restaurée en 1856.

## Protection
La fontaine est inscrite aux monuments historiques par arrêté du 15 novembre 1926.

## Description
La fontaine se compose d'un bassin, d'un piédestal couronné par un vase et encadré dans une niche rectangulaire. Sur les côtés de cette niche sont deux colonnes d'ordre dorique et deux pilastres. Les colonnes supportent un entablement orné de modillons, et un attique décoré de balustres en pierre. La fontaine arbore les armoiries de la ville ; le fond de la niche est orné de bossages, représentant des stalactites, que l'on retrouve aux tambours des colonnes,. L'eau est distribuée par une tête à museau de lion. Sur le fronton est gravée la date de sa construction en chiffres romains (MDCCLXXIX), et une plaque précise le nom de son sculpteur et la date de sa restauration.